# Ellis Vair Reid
Ellis Vair Reid, kanadski letalski častnik, vojaški pilot in letalski as, * 31. oktober 1889, Belleville, Ontario, † 28. julij 1917, Francija.
Flight Sub Lieutenant Reid je v svoji vojaški službi dosegel 19 zračnih zmag.

## Življenjepis
Med prvo svetovno vojno je bil pripadnik RNAS.

## Odlikovanja
- Distinguished Service Cross (DSC)